# Rönök
Rönök est un village et une commune du comitat de Vas en Hongrie.

## Musée de plein air
Sur la route entre Körmend et le Burgenland, petit ensemble de maisons au toit de chaume.

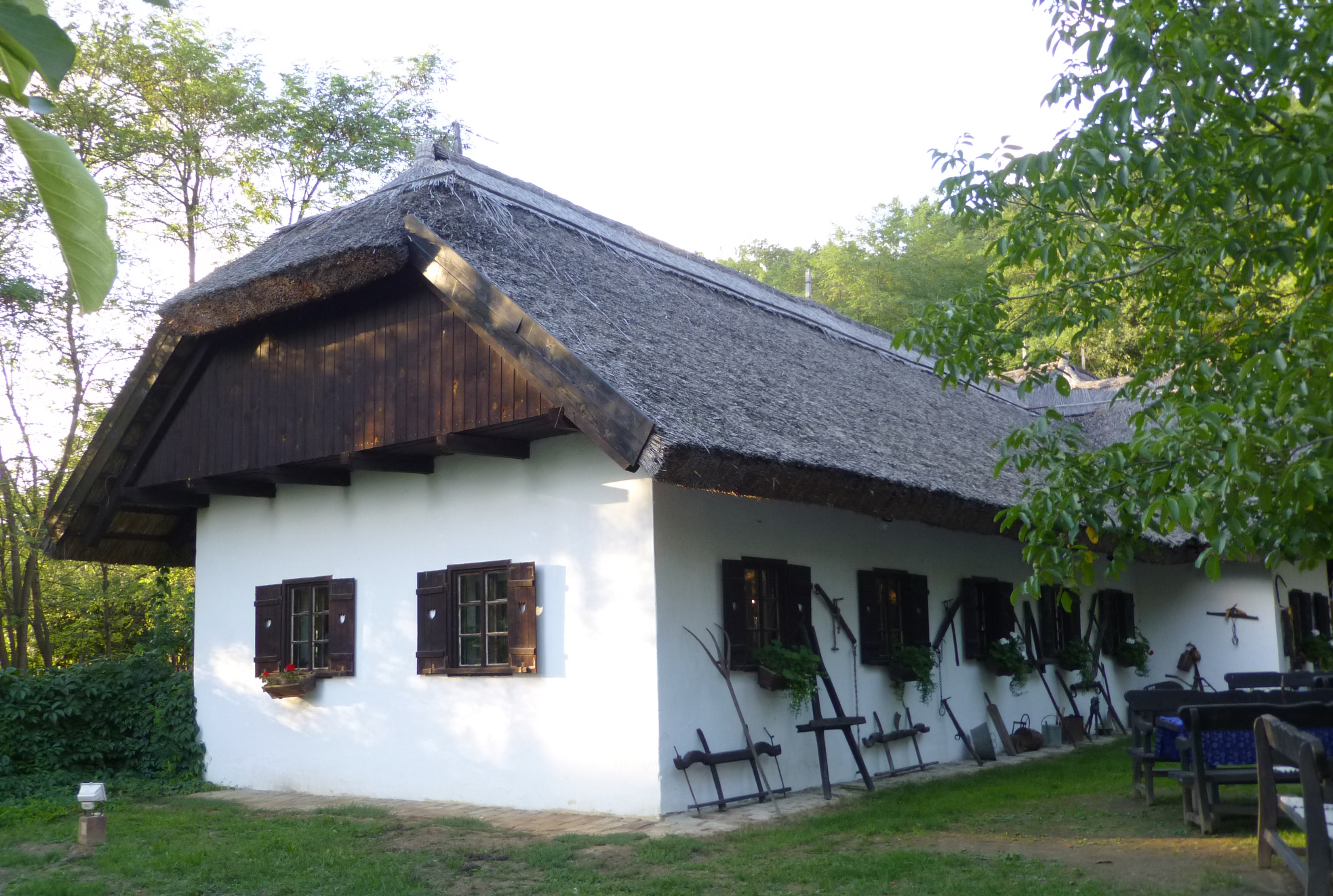